# Nels Nelsen
Nels Nelsen (geboren am 3. Juni 1894 in Salangen, Norwegen als Nils Johan Nilsen; gestorben am 3. Juni 1943 in Field, British Columbia, Kanada; auch Nels Nelson) war ein kanadischer Skispringer norwegischer Herkunft. Er war einer der weltbesten Skispringer während der 1920er-Jahre und hielt mit einer Weite über 73 Meter zwischen 1925 und 1930 den Weltrekord in dieser Sportart. Geboren im norwegischen Salangen, zog er 1912 mit seiner Familie nach Revelstoke. Später wurde ihm zugerechnet, das Skispringen nach Kanada gebracht zu haben. Sein Debüt gab er 1915 am nahegelegenen „Big Hill“ Revelstokes. In den folgenden Jahren nahm er an Wettkämpfen in den Vereinigten Staaten und Kanada teil und wurde fünfmal Kanadischer Meister. Obwohl er zu jenem Zeitpunkt den Weltrekord hielt, durfte er nicht an den Olympischen Winterspielen 1928 teilnehmen.
Neben der sportlichen Karriere arbeitete Nelsen für die Canadian Pacific Railway und verlegte seinen Lebenssitz daher nach North Vancouver, wo er eine Familie gründete. Bei einem Jagdunfall im Jahr 1933 verlor Nelsen eine Hand und musste aus diesem Grund seine Laufbahn als Skispringer beenden. Er blieb dem Sport als Funktionär erhalten, wurde Präsident der Western Canada Amateur Ski Association und später Vize-Präsident der Canadian Amateur Ski Association. 1948 wurde der „Big Hill“ in Revelstoke in „Nels Nelsen Hill“ umbenannt. 1971 wurde Nelsen in die US-amerikanische National Ski Hall of Fame und 1983 in die Canadian Ski Hall of Fame eingeführt.

## Herkunft und Persönliches
Am 3. Juni 1894 wurde er unter dem Namen Nils Johan Nilsen als ältestes von sechs Kindern einer norwegischen Familie in Salangen geboren. Als Kind war Nelsen als Skispringer und Skiläufer aktiv. Nachdem seine Familie nach Revelstoke ausgewandert war, anglisierte er seinen Namen. Sein Bruder Ivind Nilsen war ebenfalls als Skispringer aktiv. Nelsen heiratete Emma Pickard, das Paar hatte zehn Kinder. Bis auf eine kurzzeitige Tätigkeit als Skitechniker arbeitete er als Bremser und Zugführer für die Canadian Pacific Railway.

## Laufbahn im Skispringen

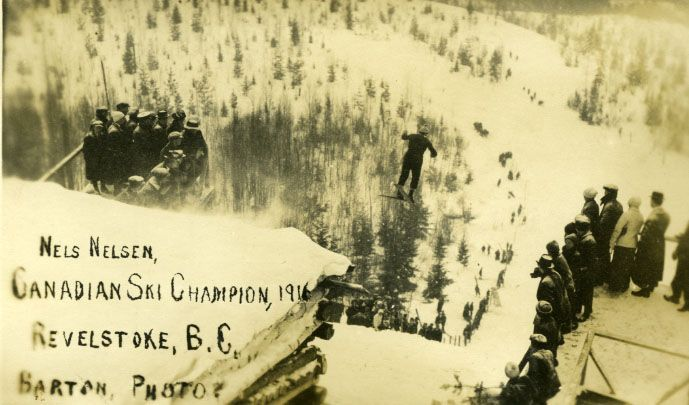
Nelsen während eines Sprungs auf dem später nach ihm benannten „Big Hill“ (1916)

Bei einem Wettbewerb auf dem „Big Hill“ 1916 gewann Nelsen und flog mit einer Weite von 56 Metern den damaligen Schanzenrekord. Durch kontinuierlich vergrößerte Weiten in den folgenden Jahren hielt er diesen Rekord bis 1932. Ebenfalls 1916 gewann er einen landesweiten Wettbewerb im Skispringen, den Championship of Canada Ski Jumping Contest. Diesen Titel konnte er bis 1920 viermal verteidigen. Zudem erzielte er 1920 den kanadischen Amateur-Rekord und übertraf diesen 1921 und 1923. Somit war Nelsen zwischen 1916 und 1925 der erfolgreichste Skispringer Kanadas.
In der folgenden Zeit reiste Nelsen durch die Vereinigten Staaten und Kanada, um an professionellen Skispring-Wettkämpfen teilzunehmen. Zwischen 1917 und 1922 wurde er fünfmal Kanadischer Meister, den kanadischen Weitenrekord hielt er bis 1932.

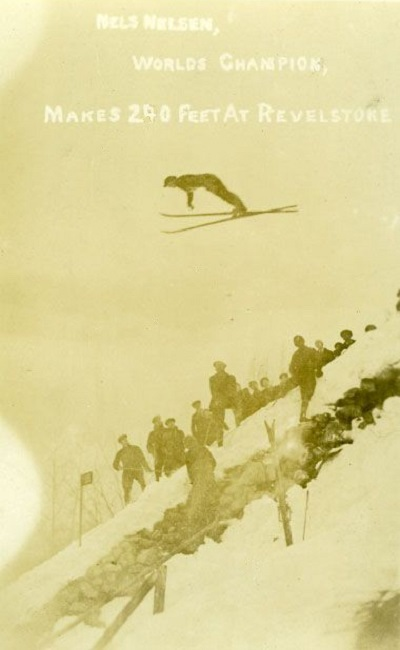
Nelsen bei seinem Weltrekordflug 1925

Beim Winter Carnival Tournament 1925 flog der an Influenza erkrankte Nelsen mit einer Weite über 73 Meter einen neuen Weltrekord auf seinem Heimatberg. Dieser Rekord wurde erst 1930 von dem Schweizer Adolph Badrutt, der auf der Bernina-Roseggschanze in Pontresina 75 Meter erzielte, übertroffen. 1932 brachte Bob Lymburne den Rekord durch einen Sprung auf 82 Meter wieder nach Revelstoke. Obwohl dies als Rekord akzeptiert wurde, war es zu jener Zeit aufgrund der immer größer werdenden Schanzen und demzufolge auch immer weiteren Sprüngen nichts Besonderes, einen Weltrekord zu erzielen, sodass es nicht weiter erwähnt wurde.
Nelsen plante gemeinsam mit Melbourne McKenzie, zu den Olympischen Winterspielen 1928 nach St. Moritz zu reisen. Um diese Reise zu finanzieren, wollten sie auf einem Frachter arbeiten. Jedoch wurden die Pläne von britischen Delegierten zunichtegemacht, wodurch Nelsen niemals an Olympischen Winterspielen teilnahm. Im Winter 1932 arbeitete er als Skilehrer in Québec, wenige Monate später verlor er bei einem Jagdunfall einen Arm und musste seine Karriere als Skispringer beenden.

## Neben der aktiven Karriere
Nach seiner Ankunft in Revelstoke war Nelsen maßgeblich an der Gründung und Etablierung des Revelstoke Ski Club und des „Big Hill“ im Mount-Revelstoke-Nationalpark beteiligt. 1927 unterstützte er den Bau einer Skisprungschanze am Grouse Mountain nahe North Vancouver. Nach seinem Unfall und dem damit verbundenen Karriereende arbeitete er für den Field Ski Club. Er trat für eine strikte Einhaltung des Amateurwesens ein.
Die Organisation des Skisports in Kanada oblag damals getrennt der Canadian Amateur Ski Association (CASA) und der Western Canada Amateur Ski Association (WCASA). Nach Jahren der Rivalität zwischen den beiden Verbänden, wurde Nelsen als Präsident der WCASA Teil der Verhandlungen um eine Fusion derer. In der Folge wurde Nelsen 1934 Vize-Präsident der CASA.

## Tod und Nachruhm

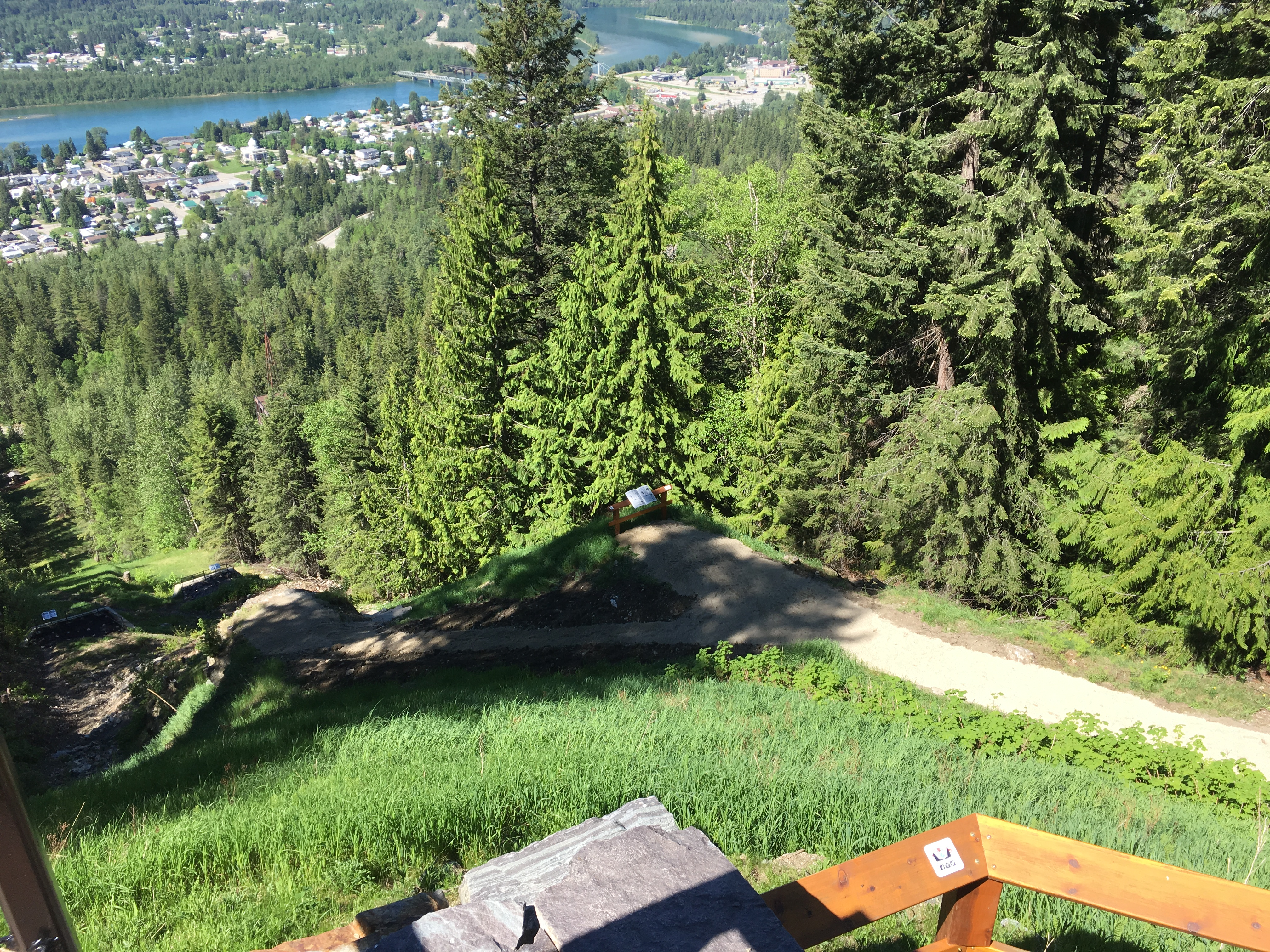
Die Überreste des Nels-Nelsen-Hill (2017)

Nels Nelsen starb am 3. Juni 1943 – dem Tag seines 49. Geburtstages – nach einem Herzinfarkt. Nach einem Umbau wurde der „Big Hill“ 1949 in „Nels-Nelsen-Hill“ umbenannt. Nelsen selbst wurde postum 1971 in die National Ski Hall of Fame, 1983 in die Canadian Ski Hall of Fame und im darauffolgenden Jahr in die BC Sports Hall of Fame eingeführt.